# Jacques Liebart
Jacques Liebart (Doornik, 29 september 1535 - Mechelen, 12 november 1621) was een Zuid-Nederlands rechter.

## Loopbaan
Hij was ridder en heer van onder meer Sommaing. Hij had rechten gestudeerd en werd rond 1580 benoemd in de Raad van Vlaanderen. Op 23 december 1585 volgde hij Willem Criep op als raadslid in de Grote Raad van Mechelen. Nadat hij er ook de functie van rekwestmeester had bekomen, stapte hij in 1598 weer over naar de Raad van Vlaanderen om er het voorzitterschap waar te nemen. Op 29 januari 1605 – hij was toen bijna zeventig – werd hij aangesteld tot voorzitter van de Grote Raad. Daarmee was hij tot zijn overlijden in 1621 de hoogste magistraat van de Spaanse Nederlanden.

## Graf
De grafkelder van Liebart is teruggevonden in de Sint-Romboutskathedraal. De tekst op de verdwenen grafsteen is opgetekend door onder meer Genard. Volgens het begrafenisregister is Liebart pas op 16 december 1621 ter aarde besteld. Hij is begraven met zijn echtgenote, Louise de l'Espinée († 4 januari 1621) en met zijn zoon Jan Baptist († 1627).

## Naamvarianten
Zijn familienaam wordt ook gegeven als Liebaert, Libaert en Lybaert, zijn voornaam als Jacobus.